# Bulletin of Volcanology
Das Bulletin of Volcanology ist eine wissenschaftliche Fachzeitschrift mit Peer-Review und eine der wichtigsten regelmäßigen Publikationen für die Forschungsgebiete Geowissenschaften im Allgemeinen und Vulkanologie im Speziellen. Es erschien erstmals 1922 als Bulletin Volcanologique und ist das offizielle Magazin der International Association of Volcanology and Chemistry of the Earth’s Interior. Seit 1986 wird es unter englischem Titel vom Wissenschaftsverlag Springer Science+Business Media verlegt und wird Abonnenten seit 2014 nur noch in digitaler Form zur Verfügung gestellt. Im gleichen Jahr erzielte die Zeitschrift einen Impact Factor von 2.519.
Jede Ausgabe gliedert sich in drei thematische Abschnitte: Den größten Teil machen Fachaufsätze sowie vereinzelt auch Rezensionen aus. Des Weiteren beinhaltet das Bulletin of Volcanology Bekanntmachungen aus der Welt der Forschung und Seiten zur Diskussion kontroverser Belange, die auch zur Antwort auf und Kommentierung von Artikeln vorheriger Ausgaben genutzt werden können.